# Stranded (Haiti Mon Amour)
Pour les articles homonymes, voir Stranded.
Singles par Rihanna
Hard
(2009) Rude Boy
(2010)
Singles par Jay-Z
Young Forever
(2009) Monster
(2010)
Stranded (Haiti Mon Amour) est une chanson caritative interprétée par Jay-Z, Bono, The Edge et Rihanna, sortie le 23 janvier 2010 dans le cadre de la campagne de dons télévisée intitulée Hope for Haiti Now pour venir en aide aux victimes du tremblement de terre d'Haïti de 2010.
Jay-Z et Swizz Beatz ont eu l'idée de ce titre en s'envoyant simultanément des messages entre eux et avec Bono. Par téléphone, Bono écrit rapidement un refrain pour "Stranded" (en français "échoué", "coincé", ...). Swizz Beatz et Jay-Z contactent ensuite Rihanna pour prêter main-forte au chanteur de U2. Ils sont rejoints par The Edge, guitariste, pianiste de U2.
La chanson est interprétée en live à Londres le 22 janvier 2010 et est diffusée quelques heures plus tard dans l'émission spéciale the Hope for Haiti Now: A Global Benefit for Earthquake Relief.
Stranded (Haiti Mon Amour) est commercialisée sur l'iTunes Store le 23 janvier 2010. Tous les profits sont reversés à la campagne the Hope For Haiti Now. L'album Hope for Haiti Now, contient la performance live de "Stranded" ainsi que la version enregistrée en studio.